# リー郡 (ケンタッキー州)

ケンタッキー州内の位置

リー郡（Lee County）は、アメリカ合衆国ケンタッキー州内に位置する郡である。人口は7,916人（2000年）。郡庁所在地はビーティービルである。この郡はロバート・E・リー将軍の名を取って命名された。

## 地理
アメリカ合衆国統計局によると、この郡は総面積547 km2 (211 mi2) である。このうち544 km2 (210 mi2) が陸地で4 km2 (1 mi2) が水地域である。総面積の0.64%が水地域となっている。

### 隣接する郡
- パウエル郡  (北)
- ウルフ郡  (北東)
- ブレシット郡  (南東)
- オウスリー郡  (南)
- ジャクソン郡  (南西)
- エスティル郡  (北西)

## 人口動勢
2000年国勢調査で、この郡は人口7,916人、2,985世帯、及び2,122家族が暮らしている。人口密度は15/km2 (38/mi2) である。6/km2 (16/mi2) の平均的な密度に3,321軒の住宅が建っている。この都市の人種的な構成は白人95.10%、アフリカン・アメリカン3.79%、先住民0.28%、アジア0.10%、太平洋諸島系0.01%、その他の人種0.06%、及び混血0.66%である。ここの人口の0.37%はヒスパニックまたはラテン系である。
この郡内の住民は22.70%が18歳未満の未成年、18歳以上24歳以下が9.00%、25歳以上44歳以下が30.30%、45歳以上64歳以下が23.60%、及び65歳以上が14.30%にわたっている。中央値年齢は37歳である。女性100人ごとに対して男性は109.40人である。18歳以上の女性100人ごとに対して男性は111.80人である。
この郡内の世帯ごとの平均的な収入は18,544米ドルであり、家族ごとの平均的な収入は24,918米ドルである。男性は25,930米ドルに対して女性は19,038米ドルの平均的な収入がある。この郡の一人当たりの収入 (per capita income) は13,325米ドルである。人口の30.40%及び家族の25.20%は貧困線以下である。全人口のうち18歳未満の41.00%及び65歳以上の22.90%は貧困線以下の生活を送っている。

## 都市及び町
- ビーティービル